# Los haiduci. Bandidos del pueblo
Los haiduci. Bandidos del pueblo es un libro de Panait Istrati publicado por la editorial Libros de la ballena en mayo de 2018.
Traducido del original francés Présentation des haidoucs por Sol Kliczkowski. 

## Resumen
La novela se compone de los testimonios vitales de seis haiduci, revolucionarios rumanos. El grupo está liderado por Floarea Codrilor, la primera en hablar, y poco a poco todos van explicando por qué se hicieron haiduci: Floarea, que en su juventud se enamoró de un revolucionario; Ilie, que se rebeló contra los gobernantes que abusaban de niños en su pueblo; Spilca, cuya novia se suicidó tras ser violada por el señor feudal; Movila, que se vio obligado a exiliarse junto con su pueblo cuando el gobernador de su tierra los dejó en manos de tropas enemigas y bandoleros; Ieremia, que pasó años esclavizado y llegó a la conclusión de que uno sólo debe luchar por uno mismo, pues los demás ni se molestan en intentarlo; y un viejo haiduc, que reprende al joven haiduc y le dice que la justicia vale para todos, que un haiduc debe proteger a todo el mundo.

## Características
Es una obra muy peculiar, ya que fue escrita en francés, a pesar de que su autor era rumano. En cualquier caso, Rumanía está muy presente en el libro, pues cuenta con un amplio vocabulario rumano, lo que permite una mejor inmersión del lector en el imaginario cultural rumano. Se compone de seis relatos en primera persona, enmarcados en un espacio organizado en torno a una hoguera, recuperando el concepto de que lo primero que hace el ser humano, siempre, es hacer ficción, narrar, en una suerte de vuelta al origen de la humanidad.
- Datos: Q56377750